# Grand Prix automobile des États-Unis 1974
Résultats du Grand Prix automobile des États-Unis 1974 de Formule 1 qui a eu lieu sur le circuit de Watkins Glen le 6 octobre 1974.

## Classement
| Pos  | N° | Pilote               | Écurie            | Tours | Temps/Abandon       | Grille | Points |
| ---- | -- | -------------------- | ----------------- | ----- | ------------------- | ------ | ------ |
| 1    | 7  | Carlos Reutemann     | Brabham-Ford      | 59    | 1 h 40 min 21 s 439 | 1      | 9      |
| 2    | 8  | Carlos Pace          | Brabham-Ford      | 59    | + 10 s 735          | 4      | 6      |
| 3    | 24 | James Hunt           | Hesketh-Ford      | 59    | + 1 min 10 s 384    | 2      | 4      |
| 4    | 5  | Emerson Fittipaldi   | McLaren-Ford      | 59    | + 1 min 17 s 753    | 8      | 3      |
| 5    | 28 | John Watson          | Brabham-Ford      | 59    | + 1 min 25 s 804    | 7      | 2      |
| 6    | 4  | Patrick Depailler    | Tyrrell-Ford      | 59    | + 1 min 27 s 506    | 13     | 1      |
| 7    | 33 | Jochen Mass          | McLaren-Ford      | 59    | + 1 min 30 s 012    | 20     |        |
| 8    | 26 | Graham Hill          | Lola-Ford         | 58    | + 1 tour            | 24     |        |
| 9    | 15 | Chris Amon           | BRM               | 57    | + 2 tours           | 12     |        |
| 10   | 17 | Jean-Pierre Jarier   | Shadow-Ford       | 57    | + 2 tours           | 10     |        |
| 11   | 11 | Clay Regazzoni       | Ferrari           | 55    | + 4 tours           | 9      |        |
| 12   | 27 | Rolf Stommelen       | Lola-Ford         | 54    | + 5 tours           | 21     |        |
| Abd. | 1  | Ronnie Peterson      | Lotus-Ford        | 52    | Alimentation        | 19     |        |
| Nc.  | 22 | Mike Wilds           | Ensign-Ford       | 50    | Non classé          | 22     |        |
| Nc.  | 16 | Tom Pryce            | Shadow-Ford       | 47    | Non classé          | 18     |        |
| Abd. | 3  | Jody Scheckter       | Tyrrell-Ford      | 44    | Alimentation        | 6      |        |
| Abd. | 20 | Arturo Merzario      | Iso Marlboro-Ford | 43    | Panne électrique    | 15     |        |
| Abd. | 12 | Niki Lauda           | Ferrari           | 38    | Suspension          | 5      |        |
| Abd. | 21 | Jacques Laffite      | Iso Marlboro-Ford | 31    | Moteur              | 11     |        |
| Abd. | 66 | Mark Donohue         | Penske-Ford       | 27    | Suspension          | 14     |        |
| Ret. | 18 | José Dolhem          | Surtees-Ford      | 25    | Retrait volontaire  | 26     |        |
| Abd. | 10 | Vittorio Brambilla   | March-Ford        | 21    | Alimentation        | 25     |        |
| Abd. | 19 | Helmuth Koinigg      | Surtees-Ford      | 9     | Accident mortel     | 23     |        |
| Abd. | 2  | Jacky Ickx           | Lotus-Ford        | 7     | Suspension          | 16     |        |
| Dsq. | 31 | Tim Schenken         | Lotus-Ford        | 6     | Disqualifié         | 27     |        |
| Dsq. | 55 | Mario Andretti       | Parnelli-Ford     | 4     | Disqualifié         | 3      |        |
| Abd. | 6  | Denny Hulme          | McLaren-Ford      | 4     | Moteur              | 17     |        |
| Nq.  | 9  | Hans-Joachim Stuck   | March-Ford        |       | Non qualifié        |        |        |
| Nq.  | 42 | Ian Ashley           | Brabham-Ford      |       | Non qualifié        |        |        |
| Nq.  | 14 | Jean-Pierre Beltoise | BRM               |       | Non qualifié        |        |        |

Légende :
- Abd.=Abandon

## Pole position et record du tour
- Pole position : Carlos Reutemann en 1 min 38 s 978 (vitesse moyenne : 197,680 km/h).
- Tour le plus rapide : Carlos Pace en 1 min 40 s 608 au 54e tour (vitesse moyenne : 194,478 km/h).

## Tours en tête
- Carlos Reutemann : 59 (1-59)

## À noter
- 3e victoire pour Carlos Reutemann.
- 16e victoire pour Brabham en tant que constructeur.
- 78e victoire pour Ford Cosworth en tant que motoriste.
- Dernier Grand Prix pour Denny Hulme.
- Mario Andretti a été disqualifié pour avoir reçu de l'aide extérieure, alors que Tim Schenken n'a pas été admis au départ.
- À l'issue de cette course, Emerson Fittipaldi est champion du monde des pilotes et l'écurie McLaren championne du monde des constructeurs.